# Migdal
Migdal (hebrejsky מִגְדָּל, doslova Věž, v oficiálním přepisu do angličtiny Migdal) je místní rada (malé město) v Izraeli, v Severním distriktu.

## Geografie
Leží v nadmořské výšce 159 metrů pod úrovní moře, v příkopové propadlině u břehů Galilejského jezera v Galileji. Město se nachází cca 5 kilometrů severozápadně od Tiberiasu, 110 kilometrů severovýchodně od centra Tel Avivu a cca 47 kilometrů východně od centra Haify.
Migdal je situován v hustě osídleném a zemědělsky intenzivně využívaném pásu podél Galilejského jezera, přičemž osídlení v tomto regionu je převážně židovské. Pouze jihovýchodně odtud, v úbočí pod masivem Arbel leží vesnice Chamam osídlená izraelskými Araby respektive Beduíny.
Migdal je na dopravní síť napojen pomocí dálnice číslo 90, ze které zde odbočuje lokální silnice 807 směrem k západu.

## Dějiny

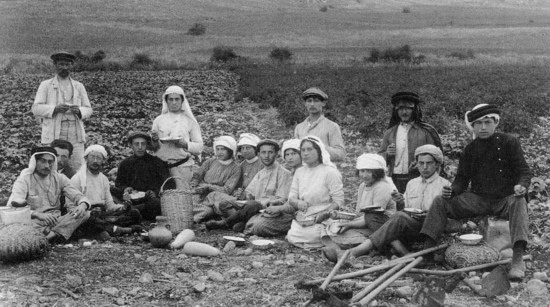
Židovští zemědělci z druhé aliji na polích poblíž osady Migdal roku 1912

Migdal byl založen v roce 1910. Nynější židovské město navazuje svým jménem na biblické město Magdala, které zmiňuje například Evangelium podle Marka 16,9 jako místo původu Máří Magdaleny Magdala, řecky nazývaná Taricheae, bývala v helénském období významným židovským městským centrem v této oblasti. Probíhala tudy důležitá cesta spojující Galilejské jezero a centrální Galileu. Po založení nedalekého města Tiberias počátkem 1. století našeho letopočtu začala Magdala ztrácet na významu. Během první židovské války byla Magdala opevněna a sloužila jako židovský opěrný bod. Po porážce Židů se obec vyvíjela v římském a byzantském období už jen jako menší sídlo vesnického typu. Od 7. století zde skončilo židovské osídlení a ve vesnici žili křesťané. Později se zde usadili Arabové. Ti vesnici nazývali Madždal. Podle internetových stránek Migdalu se zde Arabové usídlili až v polovině 19. století.
Roku 1908 se nedaleko této arabské vesnice, cca 1 kilometrů od břehů Galilejského jezera, usadila skupina křesťanů z Německa, kteří toto místo považovali za rodiště Máří Magdaleny a chtěli se tu trvale usídlit a zřídit zemědělskou komunitu. Už roku 1909 ovšem odešli a jejich pozemky vykoupili židovští sionističtí aktivisté z Ruska, kteří tu založili zemědělskou farmu Achuzat Moskva. Zakladateli osady bylo dvanáct mužů. Ta byla později rozparcelována na jednotlivé zemědělské usedlosti a vznikla z ní židovská vesnice Migdal. Šlo o soukromě hospodařící vesnici typu mošava.
Mezi zdejšími osadníky figurují i slavné osobnosti židovských a izraelských dějin jako Berl Kacnelson nebo Aaron David Gordon. A když v roce 1912 dorazil do tehdejší turecké Palestiny Josef Trumpeldor, pozdější významný židovský voják, pracoval nějaký čas v osadě Migdal jako učitel.
Během první světové války se ekonomická situace osady zhoršila. Po válce, za britského mandátu Palestina, začal nový růst. V letech 1920-21 zde působil pracovní oddíl Gdud ha-Avoda (גדוד העבודה), který mimo jiné zbudoval silnici do nedalekého Tiberiasu. V letech 1923-24 dorazila do vesnice nová skupina osadníků. V dobách ekonomické prosperity koncem 20. let se objevily plány amerických investorů na rozvoj turistického ruchu v Migdalu, kde se zamýšlela výstavba hotelu, zároveň sem přicházeli noví osadníci. Po nástupu ekonomické krize byly plány na turistický rozvoj obce opuštěny a Migdal i nadále zůstával jen menším vesnickým sídlem. Během 30. let ale pokračoval rozvoj obce. Došlo k výstavbě synagogy a školy.
Až do poloviny 20. století existovala nedaleko židovského Migdalu stále arabská vesnice Madždal, umístěná přímo u břehu Galilejského jezera. V 19. století v ní žilo 80 lidí. Roku 1931 už měla 284 obyvatel, roku 1945 360 a v roce 1948 populace Madždalu vzrostla na 418. Právě tehdy, v dubnu 1948, během počátečního stádia první arabsko-izraelské války ale byla obec dobyta židovskými silami a vysídlena. Zůstala z ní jen muslimská svatyně Muhammada al-Ajamiho stojící poblíž hlavní silnice u Galilejského jezera.
V roce 1949 byl Migdal povýšen na místní radu (malé město). Téhož roku měla obec 240 obyvatel a rozlohu katastrálního území 5 862 dunamů (5,862 kilometrů čtverečních). V této době nastal do obce skokový příliv nových obyvatel. Roku 1953 zde proto začala výstavba nových obytných čtvrtí, které postupně proměnily ryze vesnický charakter Migdalu.
V současnosti se obyvatelé města zabývají zčásti zemědělstvím. Mnozí dojíždějí za praci mimo obec nebo pracují v turistickém ruchu.

## Demografie
Podle údajů z roku 2005 tvořili Židé 93,5 % populace Migdal a včetně "ostatních" tedy nearabských obyvatel židovského původu ale bez formální příslušnosti k židovskému náboženství 96,4 %. Jde o menší sídlo spíše vesnického typu se setrvalým populačním růstem. K 31. prosinci 2014 zde žilo 1814 lidí. Během roku 2014 stoupla registrovaná populace o 1,1 %.
| Rok            | 1948 | 1949 | 1961 | 1972 | 1983 | 1995  | 2001  | 2003  | 2004  | 2005  | 2006  | 2007  | 2008  | 2009  | 2010  | 2011  | 2012  | 2013  | 2014  |
| -------------- | ---- | ---- | ---- | ---- | ---- | ----- | ----- | ----- | ----- | ----- | ----- | ----- | ----- | ----- | ----- | ----- | ----- | ----- | ----- |
| Počet obyvatel | 213  | 240  | 688  | 640  | 838  | 1 259 | 1 360 | 1 473 | 1 470 | 1 494 | 1 502 | 1 526 | 1 627 | 1 392 | 1 457 | 1 554 | 1 746 | 1 795 | 1 814 |